# Aage Hastrup
Aage Hastrup (født 22. november 1919 i Frederikssund, død 16. november 1993) var en dansk journalist, politiker (Konservative Folkeparti) og minister.
Som journalist modtog Hastrup Cavlingprisen for 1952. I begrundelse hed det at det var "som anerkendelse af hans talentfulde journalistiske arbejde og selvstændige initiativ i den økonomiske reportage."
Hastrup blev boligminister i Regeringen Hilmar Baunsgaard fra 2. februar 1968 til 11. oktober 1971.
Fra 28. februar 1968 var han tillige minister for statens lønnings- og pensionsvæsen.
Blandt hans arbejde som minister var en omfattende planlovsreform der blev forhandlet færdig i 1969.